# Det evige Had
Det evige Had er en dansk stumfilm fra 1915, der er instrueret af Hjalmar Davidsen efter manuskript af Carl Gandrup.

## Handling
Denne artikel mangler et handlingsreferat. Hjælp os med at skrive det.

## Medvirkende
- Thorleif Lund - Fabrikant Thingberg
- Ella Hansen - Ellinor, Thingbergs datter
- Alf Blütecher - Jens Timm, bogholder hos Thingberg
- Gerda Christophersen - Fru Timm, Jens' mor
- Stella Lind - Adora, kontordame hos Thingberg
- Hugo Bruun - Aage Stenholt, ung aviatiker
- Ingeborg Skov - Asta
- Osvald Helmuth
- Johannes Ring
- Peter Jørgensen